# 新田篤三
新田 篤三（にった あつみ）は、日本人のスクーバダイビングインストラクター。広島県尾道市出身。
中国レジャーダイビングの祖。IAHD国際障害者ダイビング指導協会コースディレクター。
IYTヨットインストラクター。ASAアメリカセイリング協会ヨットインストラクター。
三亜学院体育学校水上運動専門教師。

## 略歴
- 1989年 - 国際武道大学体育学部卒業
- 1996年 - PADIダイブマスター取得
- 1997年 - PADI OWSI（インストラクター）取得
  - 現地ガイドイントラ（東伊豆・西伊豆）並び都市型ショップ勤務
  - 作業ダイバー（潜水士）経験
- 2001年 - 身体障害者をメインにした障害者レジャースポーツ・障害者ダイビングスクール、シープラス開設
  - 三浦半島でダイビングリゾートの立ち上げに参加、初代センター長を歴任
- 2007年 - PADIコースディレクター取得
- 2007年 - 中国海南島にて日本人による日本人の為のPADIダイビングショップの立ち上げに参加
- 2009年 - 海南潜水設立
- 2016年 - アンダマンマリンアカデミー設立
- 2016年 ‐ 三亜学院体育学校水上運動専門教師就任[2][3]
- 2017年 - 中華人民共和国游艇免許、A1Fパワーボート&セーリングヨット66フィート以上キャプテン免許取得